# Future Days
Future Days is een album uit 1973 van de Duitse krautrockgroep Can. Het is het laatste album van de groep met de Japanse vocalist Damo Suzuki. De muziek op het album heeft een sfeervollere ambientstijl dan het vorige werk van de band, vooral op het 20 minuten durende "Bel Air". De stem van Suzuki is veeleer bedolven in de lange composities, waar golvende keyboardklanken en de complexe ritmes van drummer Jaki Liebezeit op de voorgrond treden.

## Tracks
1. "Future Days" - 9:34
2. "Spray" - 8:28
3. "Moonshake" - 3:02
4. "Bel Air" - 20:00

## Bezetting
- Holger Czukay: basgitaar
- Michael Karoli: gitaar
- Jaki Liebezeit: drums
- Irmin Schmidt: keyboards
- Damo Suzuki: vocals